# Parrocchia di Saint Patrick (Dominica)
La parrocchia di Saint Patrick si trova nella parte sud-orientale dell'isola di Dominica e conta 8.383 abitanti.
Confina a nord con Saint David e a ovest con Saint George, Saint Luke e Saint Mark.

## Località
Il centro più importante è Berekua, con 2.288 abitanti. Tra le altre località ci sono:
- Bagatelle
- Bellevue Chopin (in parte nella parrocchia di St. George)
- Delices
- Dubuc
- Fond St. Jean
- Geneva
- La Plaine
- Pichelin
- Petite Savanne
- Stowe
- Tete Morne